# 流星4型飛彈
流星4型（Shahab-4）是伊朗正試圖發展的飛彈，射程可達2000公里，涵蓋整個中東和海灣地區，是比流星3型更進一步的新型地對地飛彈，可能結合了來自俄羅斯、中國和朝鮮（尚未發展成熟）等國家的火箭技術，其可能的目標主要針對以色列與沙烏地阿拉伯、巴林、約旦等國與美軍據點。